# Адаптабилност
Адаптабилност је способност адаптације или прилагодљивост живих организама, што доводи до повећавања шанси за одржавање живота и продужење врсте у конкретној средини.